# Matica hrvatska

Logo der Matica hrvatska

Die Matica hrvatska (kroatisch für Kroatische [Bienen-] Königin), kurz MH, ist der wohl wichtigste kroatische Kulturverband.

## Geschichte

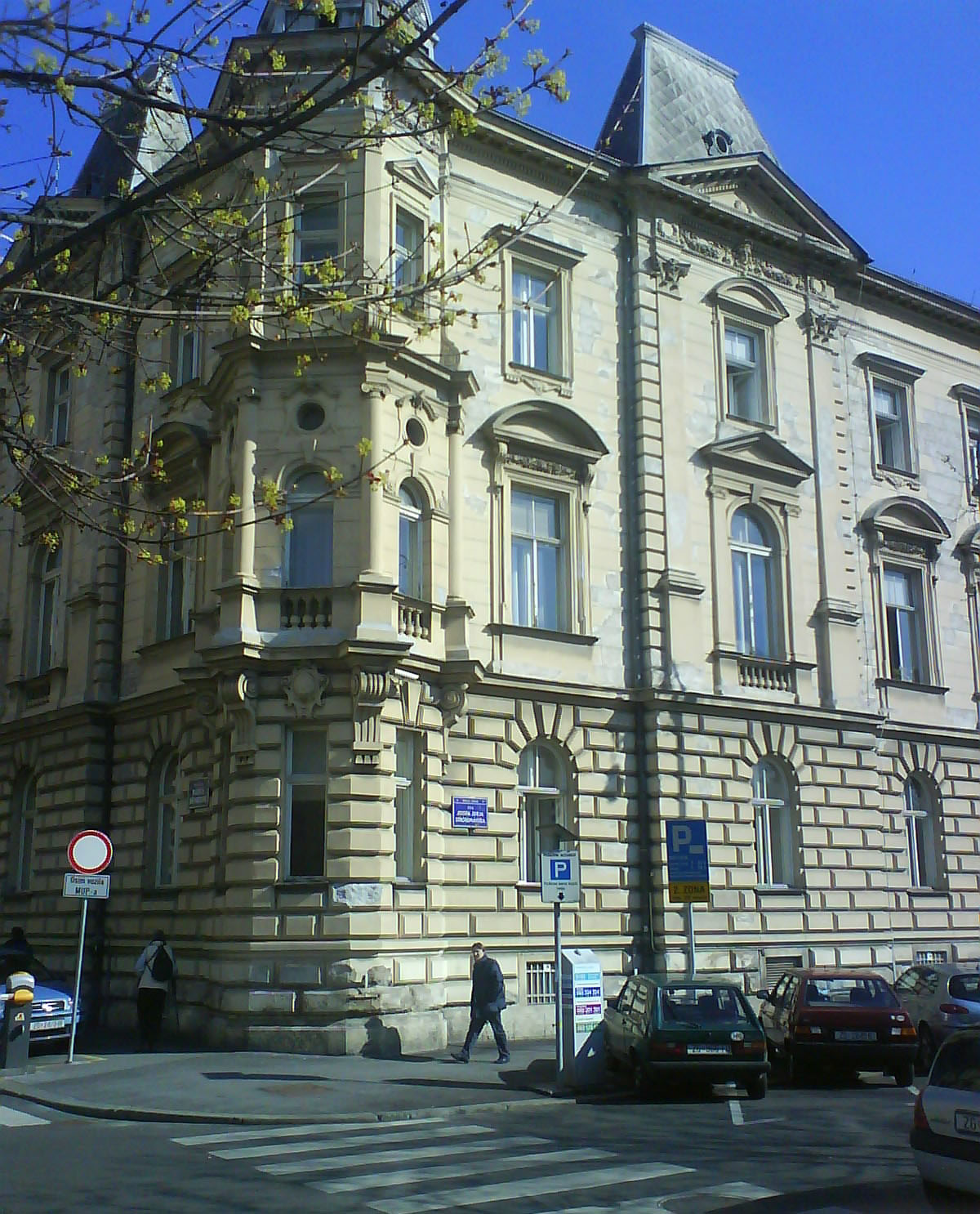
Sitz der Matica hrvatska in Zagreb

Die Matica hrvatska wurde 1842 nach dem Vorbild der Ungarischen Akademie der Wissenschaften und der Matice česká unter dem Namen Matica ilirska (bis 1843) in Zagreb gegründet. Sie entstand aus der Zagreber Volkslesehalle (Narodna citaonica) und der Gesellschaft für illyrische Sprache und Literatur (Drustvo za jezik ilirski i slovesnost). Die Matica hrvatska war dem Illyrismus verpflichtet und hatte die Förderung des kroatischen (illyrischen) Schrifttums zum Ziel. Ihre Aufgaben lagen zwischen denen eines Verlages und einer Akademie der Wissenschaften.
In der Österreichisch-Ungarischen Monarchie kämpfte die Matica hrvatska für das kulturelle Bewusstsein und die kulturelle Emanzipation der Südslawen und vertrat die südslawische Kultur gegen die Magyarisierungs- und Germanisierungstendenzen der Monarchie. In Zadar wurde 1849 und erneut 1862 eine dalmatinische Matica gegründet, die sich 1911 mit der Matica hrvatska vereinigte. Vor dem Zweiten Weltkrieg blieben Teile der Matica hrvatska auch vor nationalistischen und faschistischen Tendenzen nicht verschont. Auch im sozialistischen Jugoslawien blieb der Kulturverein nach einer Neuausrichtung zunächst bestehen. 1971 musste die Matica hrvatska ihre Tätigkeit einstellen, da sie sich im Kroatischen Frühling für die Kroatische Sprache engagiert hatte. 1991 nahm sie ihre Tätigkeit wieder auf. Aktueller Präsident ist seit 2021 Miro Gavran.

## Veröffentlichungen
Die Matica hrvatska gab verschiedene Zeitschriften heraus, u. a. Kolo (Der Reigen, 1842–1853), Vijenac (Der Kranz, 1869–1903), Hrvatska revija (Kroatische Revue, 1928–1945). Des Weiteren Wörterbücher und Grammatiken.

## Präsidenten
- Janko Drašković (1842–1850)
- Ambroz Vranyczany (1851–1857)
- Ivan Mažuranić (1858–1872)
- Matija Mesić (1872–1874)

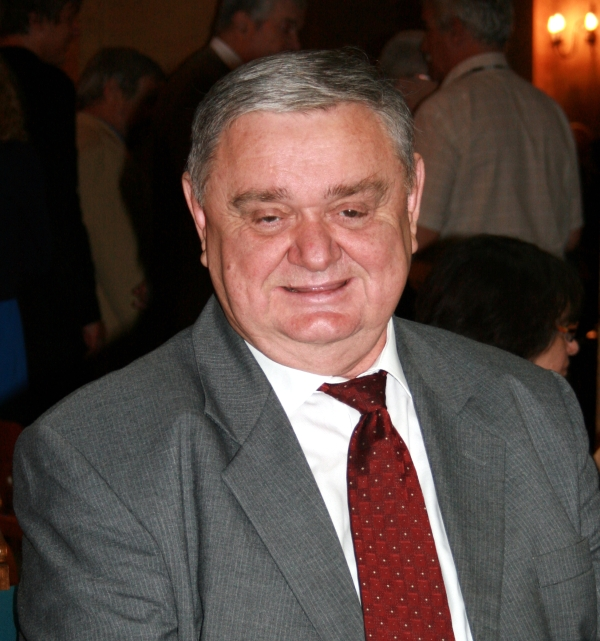
Stjepan Damjanović, Präsident 2014–2018

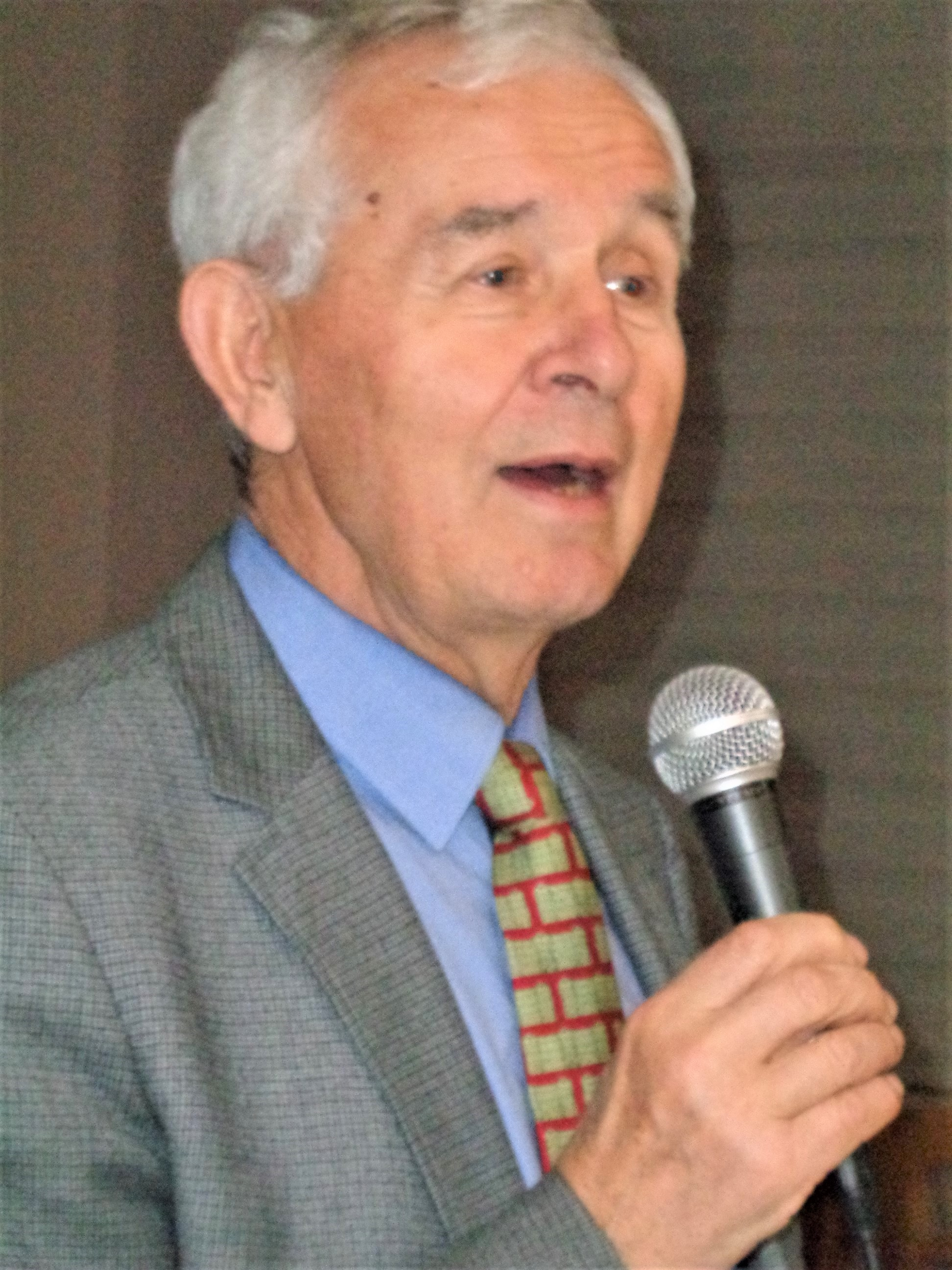
Stipe Botica, Präsident 2018–2021

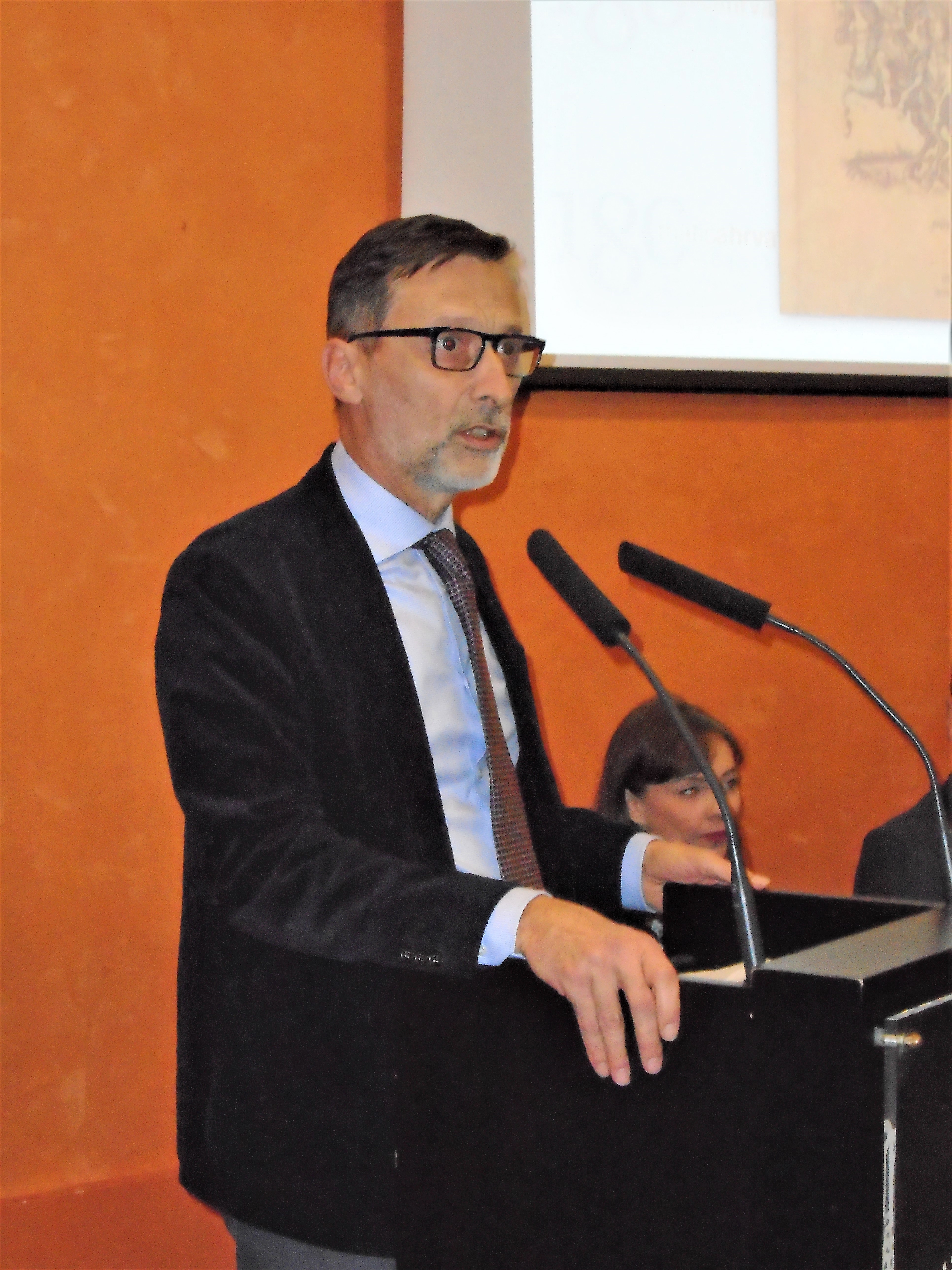
Miro Gavran, aktueller Präsident der MH

- Ivan Kukuljević Sakcinski (1874–1889)
- Tadija Smičiklas (1889–1901)
- Ivan Trnski (1901–1902)
- Đuro Arnold (1902–1909)
- Oton Kučera (1909–1917)
- Krsto Pavletić (1917–1919)
- Fran Tućan (1919–1920)
- Dragutin Domjanić (1920–1927)
- Albert Bazala (1927–1928)
- Filip Lukas (1928–1945)
- Mihovil Nikolić (1945–1950)
- Gustav Krklec (1950–1954)
- Jakša Ravlić (1954–1968)
- Hrvoje Iveković (1968–1970)
- Ljudevit Jonke (1970–1971)
- verboten 1972–1989[1]
- Petar Šegedin (1990)
- Vlado Gotovac (1990–1996)
- Josip Bratulić (1996–2002)
- Igor Zidić (2002–2014)
- Stjepan Damjanović (2014–2018)
- Stipe Botica (2018–2021)
- Miro Gavran (seit 2021)